# 黃保羅
黃保羅（2004年4月16日—），為台灣阿美族棒球選手，守備位置為投手，目前效力於中華職棒富邦悍將。

## 生平
黃保羅出身桃園市，從小接受棒球訓練，先後就讀龜山國小、新明國中、平鎮高中。
其於2022年選秀會中被富邦悍將以第1指名選中，簽約金540萬元，外加150萬激勵獎金。
2023年4月24日於天母棒球場對上味全龍的比賽中，黃保羅首次出賽並擔任先發投手，而與龍隊先發投手曹祐齊的對決，也創下中華職棒最年輕先發投手組合。該場比賽黃保羅僅投了1.2局失5分，生涯首場出賽吞敗。
2024年起，他的背號由原本的0號改為18號，該背號前為郭俊麟所用。

## 個人生活
黃保羅2024年結婚並迎來一子。

## 職棒生涯成績
| 年度 | 球隊     | 出賽 | 先發 | 勝投 | 敗投 | 中繼 | 救援 | 完投 | 完封 | 三振 | 四死 | 責失 | 投球局數 | 自責分率 | 被上壘率 |
| ---- | -------- | ---- | ---- | ---- | ---- | ---- | ---- | ---- | ---- | ---- | ---- | ---- | -------- | -------- | -------- |
| 2023 | 富邦悍將 | 2    | 2    | 0    | 2    | 0    | 0    | 0    | 0    | 5    | 5    | 10   | 6.0      | 15.00    | 2.33     |
| 2024 | 富邦悍將 | 16   | 11   | 2    | 2    | 1    | 0    | 0    | 0    | 44   | 23   | 30   | 64.1     | 4.20     | 1.31     |
| 合計 | 2年      | 18   | 13   | 2    | 4    | 1    | 0    | 0    | 0    | 49   | 28   | 40   | 70.1     | 5.12     | 1.39     |

## 外部連結
- 黃保羅在台灣棒球維基館上的頁面（繁體中文）
- 黃保羅在中華職棒官網
- 黃保羅在Baseball-Reference.com（小聯盟以及海外聯盟）（英语）
- 黃保羅在Global Sports Archive（英语）